# Craig Federighi
Craig Federighi, född 27 maj 1969 i San Leandro i Kalifornien, är en amerikansk ingenjör och företagsledare som är senior vice president för programvaruutveckling på Apple Inc. Han ansvarar för utvecklingen av Apples operativsystem, inklusive användargränssnitt, applikationer och ramverk.

## Tidigt liv och utbildning
Federighi föddes 1969 i San Leandro i Kalifornien. Han avlade en kandidatexamen i elektroteknik och datavetenskap samt en masterexamen i datavetenskap från University of California, Berkeley år 1991 respektive 1993.

## Karriär

### NeXT och Ariba
Federighi började sin karriär på NeXT, där han ledde utvecklingen av Enterprise Objects Framework. När Apple förvärvade NeXT 1996 började han arbeta för Apple, men lämnade företaget 1999 för att arbeta på Ariba, där han bland annat var teknikchef (CTO).

### Återkomst till Apple
Federighi återvände till Apple 2009 för att leda utvecklingen av macOS, efter att Apple just hade avslutat arbetet med Mac OS X Snow Leopard, ett system som hyllades för sin prestanda och stabilitet. I mars 2011 efterträdde han Bertrand Serlet som vice vd för Macs  mjukvaruutveckling, och i augusti 2012 befordrades han till Senior Vice President, direkt underställd vd Tim Cook. När Scott Forstall lämnade företaget utökades Federighis ansvarsområde till att även omfatta iOS. Under det följande decenniet noterade många bedömare att kvaliteten på Apples mjukvara försämrades under Federighis ledarskap.
Från och med juni 2020 ägde Federighi mer än 500 000 aktier i Apple, till ett sammanlagt värde av cirka 180 miljoner amerikanska dollar.

#### Offentlig profil
Federighi är välkänd bland Apple-användare och utvecklare för sina framträdanden vid företagets evenemang, ofta präglade av absurd humor – som skämt om hans hår, påhittade historier om campingresor med jobbet och karaokefester på kontoret, samt en uttalad förkärlek för bandet Rush. Han har smeknamnet “Hair Force One” inom Apple, och vd Tim Cook har kallat honom Superman, ”Stålmannen”.
Hans första stora scenframträdande var vid WWDC 2009, där han tillsammans med Bertrand Serlet presenterade  Mac OS X Snow Leopard. Han återvände till scenen vid evenemanget Back to the Mac 2010, där han visade upp Mac OS X Lion. Vid WWDC 2013 introducerade han iOS 7 och OS X Mavericks, och året därpå iOS 8 och OS X Yosemite. Vid WWDC 2015 höll han den största delen av den två timmar långa öppningspresentationen och introducerade iOS 9 samt OS X 10.11 “El Capitan”, och avslöjade även att programmeringsspråket Swift skulle bli öppen källkod. I september 2015 demonstrerade han 3D Touch på iPhone 6S.
Vid WWDC 2016 presenterade han iOS 10 och macOS 10.12 "Sierra" och tillkännagav att det tidigare OS X nu officiellt skulle byta namn till macOS,  i linje med namnschemat för iOS, tvOS och watchOS. Han betonade användningen av widgets på låsskärmen och presenterade nya API:er för Siri och iMessage som var öppna för tredjepartsutvecklare. I mars 2016 publicerade han en artikel i The Washington Post, där han skrev: “Jag blev ingenjör för att jag tror på teknikens kraft att berika våra liv.”
År 2017 tillkännagav han att Safari skulle börja blockera kakor som spårar användare mellan webbplatser.
Vid Apples specialevent i september 2017 misslyckades han tillfälligt med att demonstrera Face ID på iPhone X. Apple uppgav att funktionen hade aktiverats flera gånger av andra medarbetare före eventet, vilket ledde till att telefonen krävde lösenkod när Federighi försökte låsa upp den.

#### Presentationer vid WWDC
- 2018: Introducerade iOS 12 och macOS 10.14 “Mojave”
- 2019: Introducerade iOS 13, iPadOS och macOS 10.15 “Catalina”
- 2020: Ledde flera delar av presentationen och visade upp iOS 14, iPadOS 14 och macOS 11 “Big Sur”[15]
- 2021: Främst i bakgrunden, men figurerade i september-eventet samt blev en meme i november efter en video där han “skapar stämningen” genom att väcka en MacBook.[16] Talar vid Web Summit i november om riskerna med att tillåta sideloading i iOS.[17]
- 2022: Introducerade iOS 16, iPadOS 16 och macOS 13 “Ventura”[18]
- 2023: Lanserade iOS 17, iPadOS 17 och macOS 14 “Sonoma”[19]
- 2024: Lanserade iOS 18, iPadOS 18, macOS Sequoia samt nyheten Apple Intelligence, en samling AI-funktioner för Apple-enheter[20]

## Privatliv
Federighi har italiensk bakgrund. Han är gift sedan 2014. och har fyra barn.